# 야보르와 시비드니차의 자유 교회

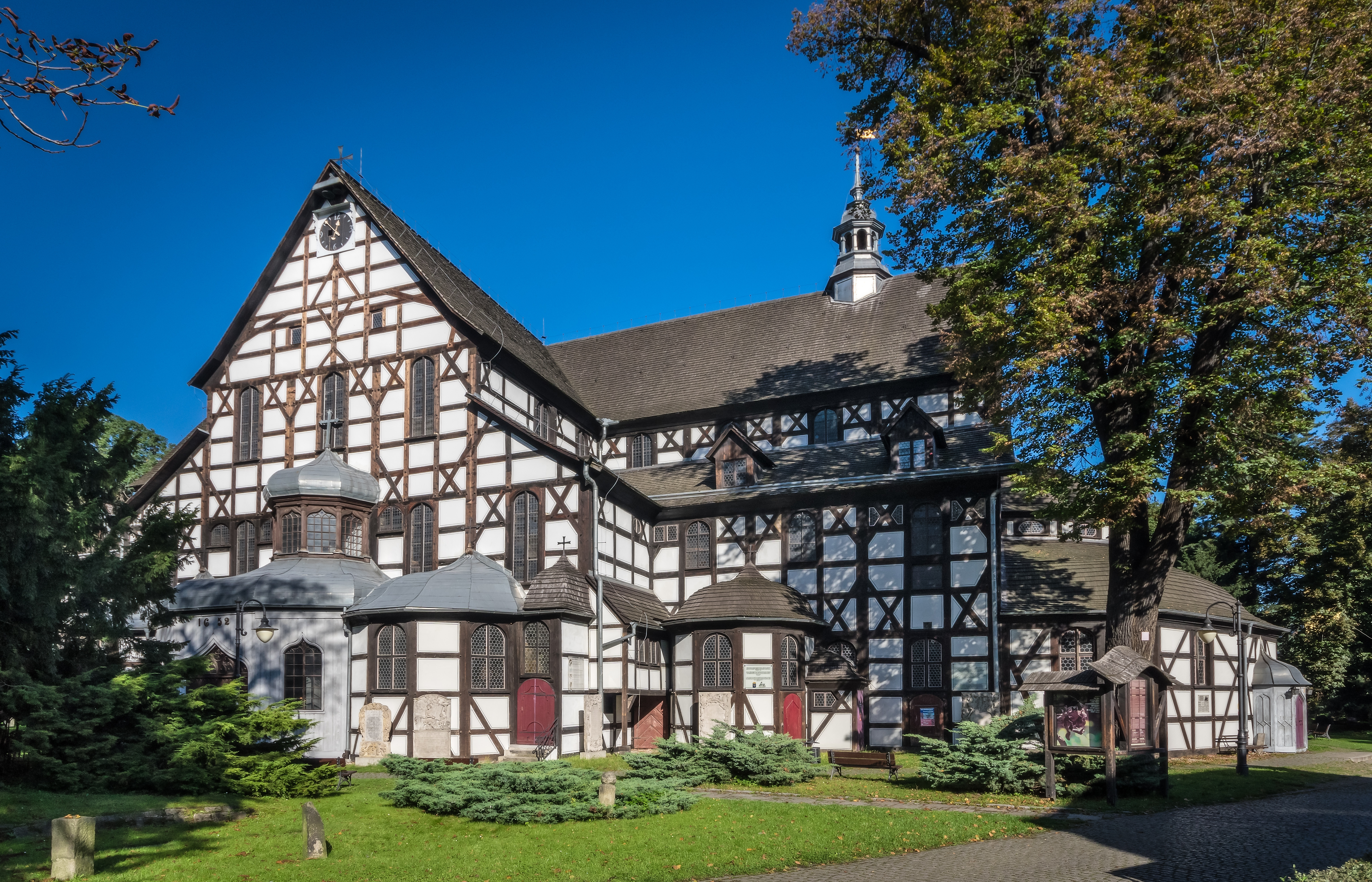
스비드니차의 평화 교회

야보르와 시비드니차의 자유 교회(폴란드어: Kościoły Pokoju w Jaworze i Świdnicy) 또는 자유 교회(폴란드어: Kościoły Pokoju)는 폴란드 돌니실롱스크주의 야보르와 시비드니차에 있는 교회군이다. 1648년 베스트팔렌 조약의 이름을 따서 명명된 17세기 교회다.
조약은 실레시아의 루터교도들에게 첨탑과 종 없이 도시 성벽 밖에 나무, 양토, 짚으로 세 개의 교회를 짓도록 허락했다. 건설 기간은 1년으로 제한되었다. 그워쿠프에 세워진 세 번째 교회는 1758년에 불타버렸다. 당시의 종교적 제한으로 인해 교회의 외관은 엄격해 보이지만 내부는 바로크 양식으로 화려하게 장식되어 있다. 야보르 교회의 내부는 구약과 신약의 성경 장면을 묘사한 180점의 그림으로 장식되어 있고, 스비드니차의 교회는 종말론적 환상과 주변 지역의 파노라마를 특징으로 하고 있다.
2001년 이후 남은 두 개의 교회가 유네스코 세계문화유산으로 지정되었다.
- 스비드니차의 평화 교회
- 야보르의 평화 교회